# Frontispiz (Architektur)

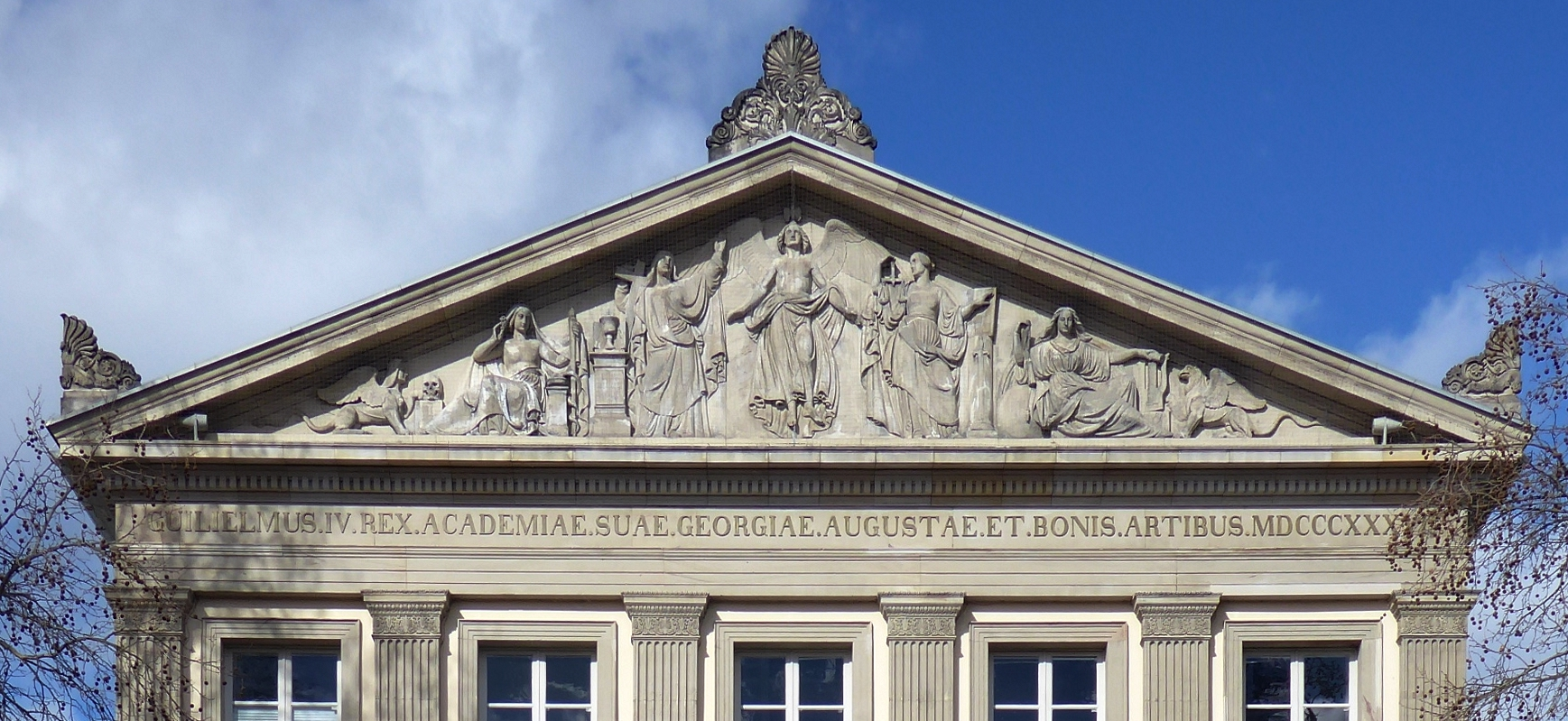
Frontispiz auf dem Mittelrisalit der klassizistischen Aula der Georg-August-Universität Göttingen (hier mit geschmückten Giebeldreieck)

Das Frontispiz (französisch frontispice: Vorder- oder Hauptansicht; früher auch eingedeutscht: der Frontspieß) ist in der historischen Architektur im weiteren Sinne der Vordergiebel eines Gebäudes, im engeren Sinne nur das klassische, geschlossene Giebeldreieck, oft über dem Risalit oder Zwerchhaus eines Gebäudes.

## Beschreibung und Anwendungen
Das Frontispiz ist ein repräsentatives Architekturelement und kommt daher vor allem im Schlossbau, Kirchenbau und gehobenem Bürgerhausbau vor. Es kann in seinem Dreieck einen Giebelschmuck (Tympanon) enthalten oder kleine Fenster zur Belichtung des dahinter liegenden Dachraumes.

Das Frontispiz wird in kleinerer Form auch über Türen und Fenstern verwendet und dort als Fronton bezeichnet. 

Beispielhafte Anwendungen
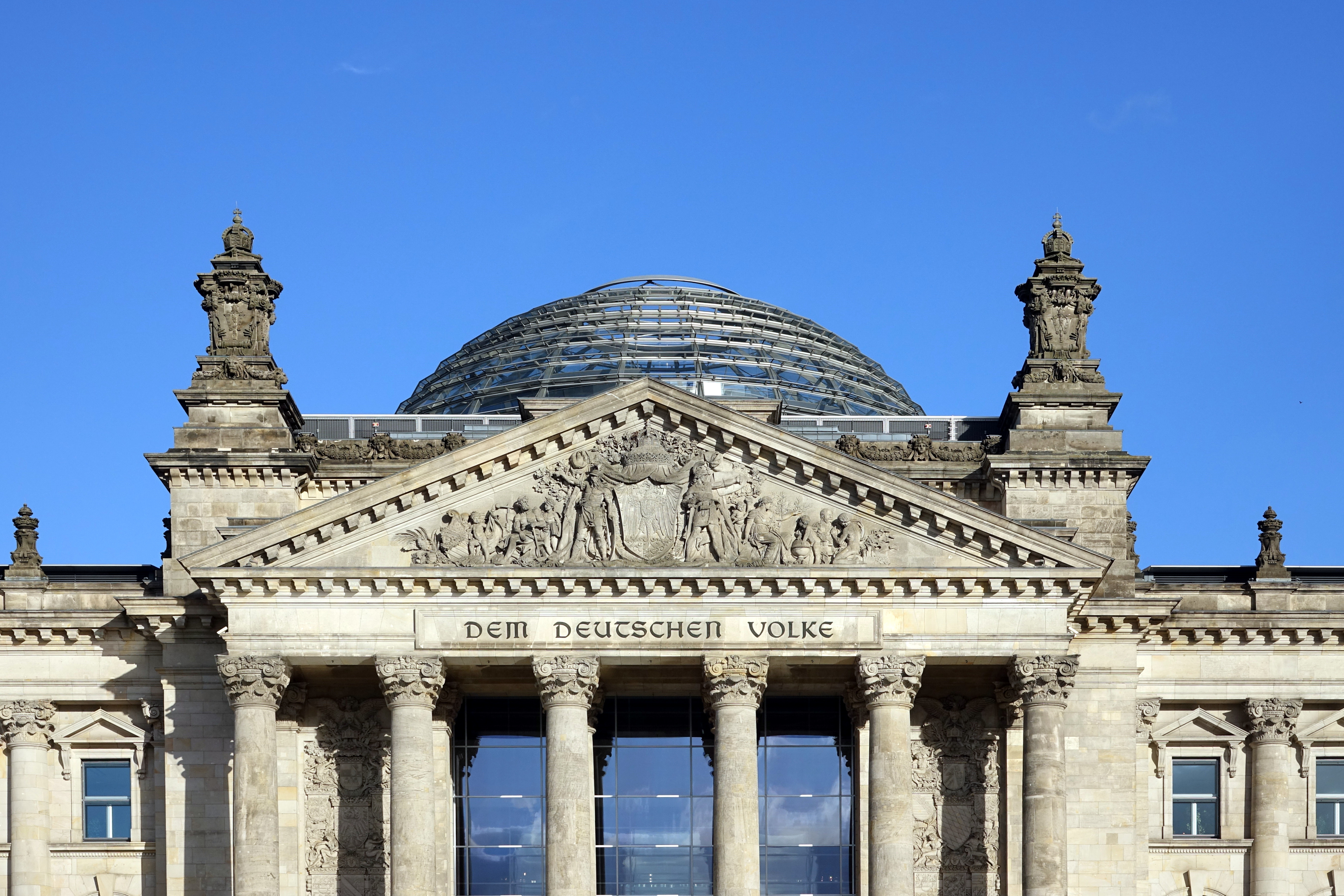
Frontispiz über dem Reichstagsgebäude Berlin
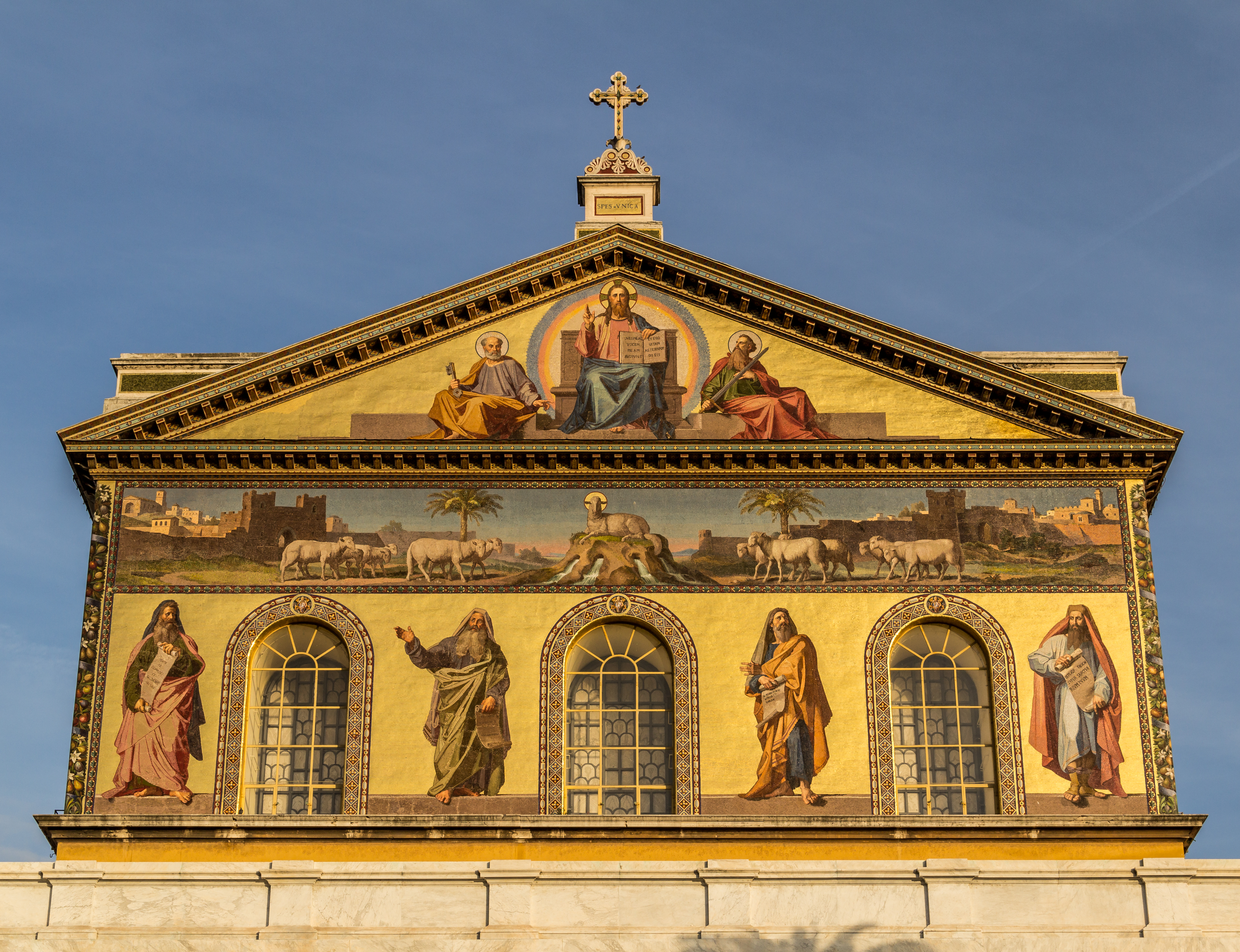
Frontispiz an Sankt Paul vor dem Mauern, Rom (19. Jahrhundert)
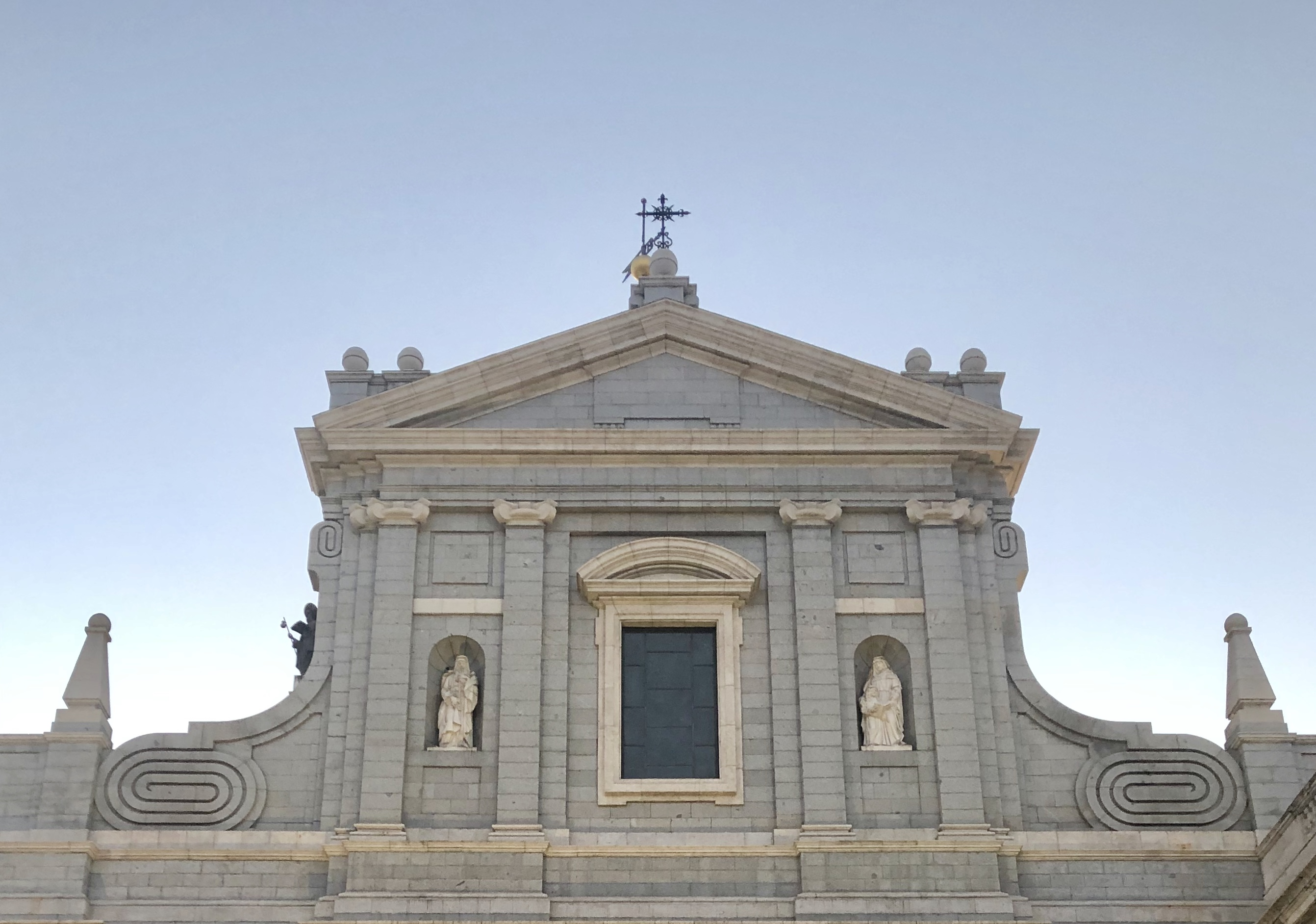
Frontispiz am Querhaus der Almudena-Kathedrale
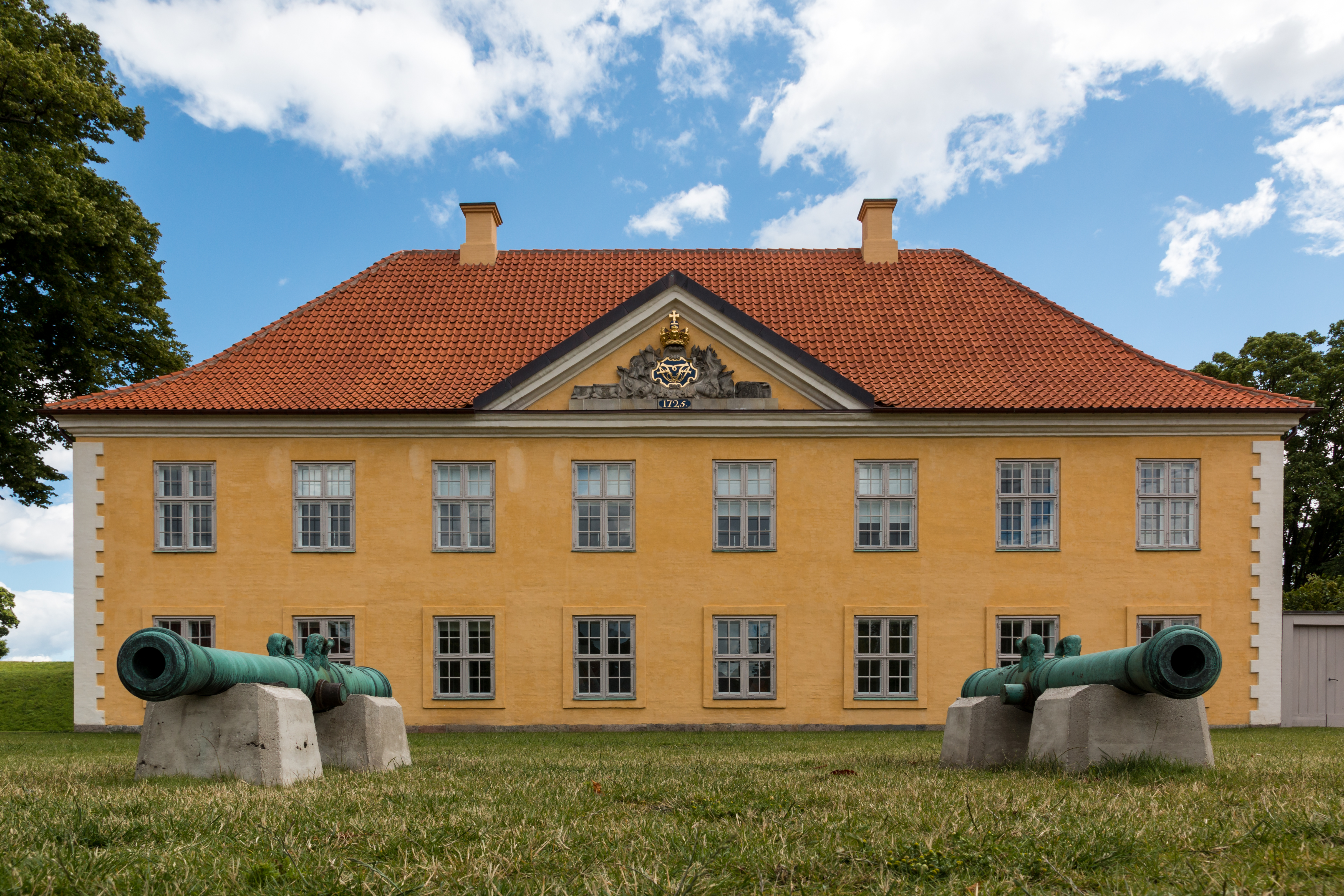
Frontispiz mit Schmuckrelief an der barocken Kommandantur des Kastells Kopenhagen
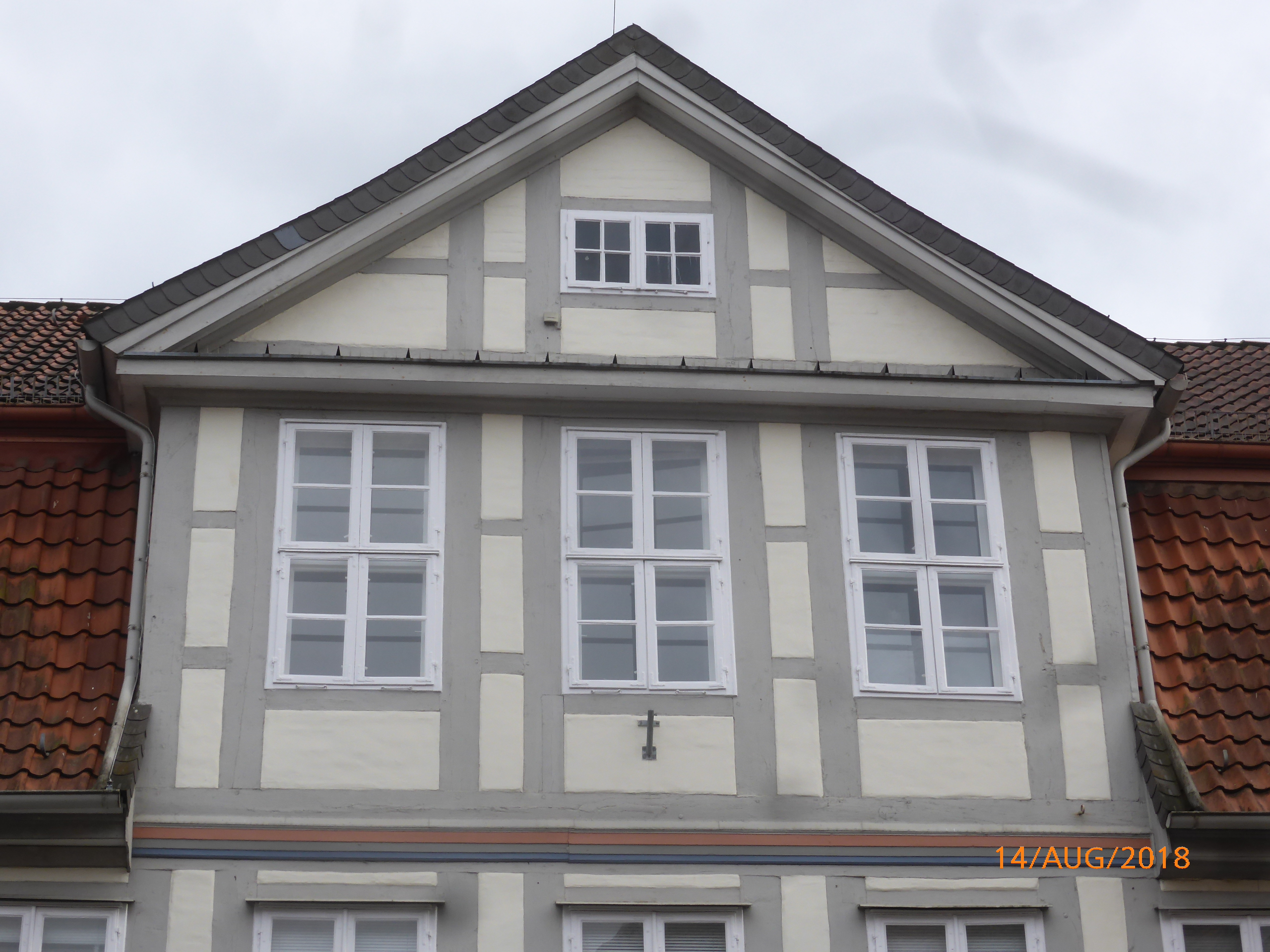
Frontispiz über dem Zwerchhaus eines barocken Fachwerkbürgerhauses (Celle, Kanzleistraße 13)
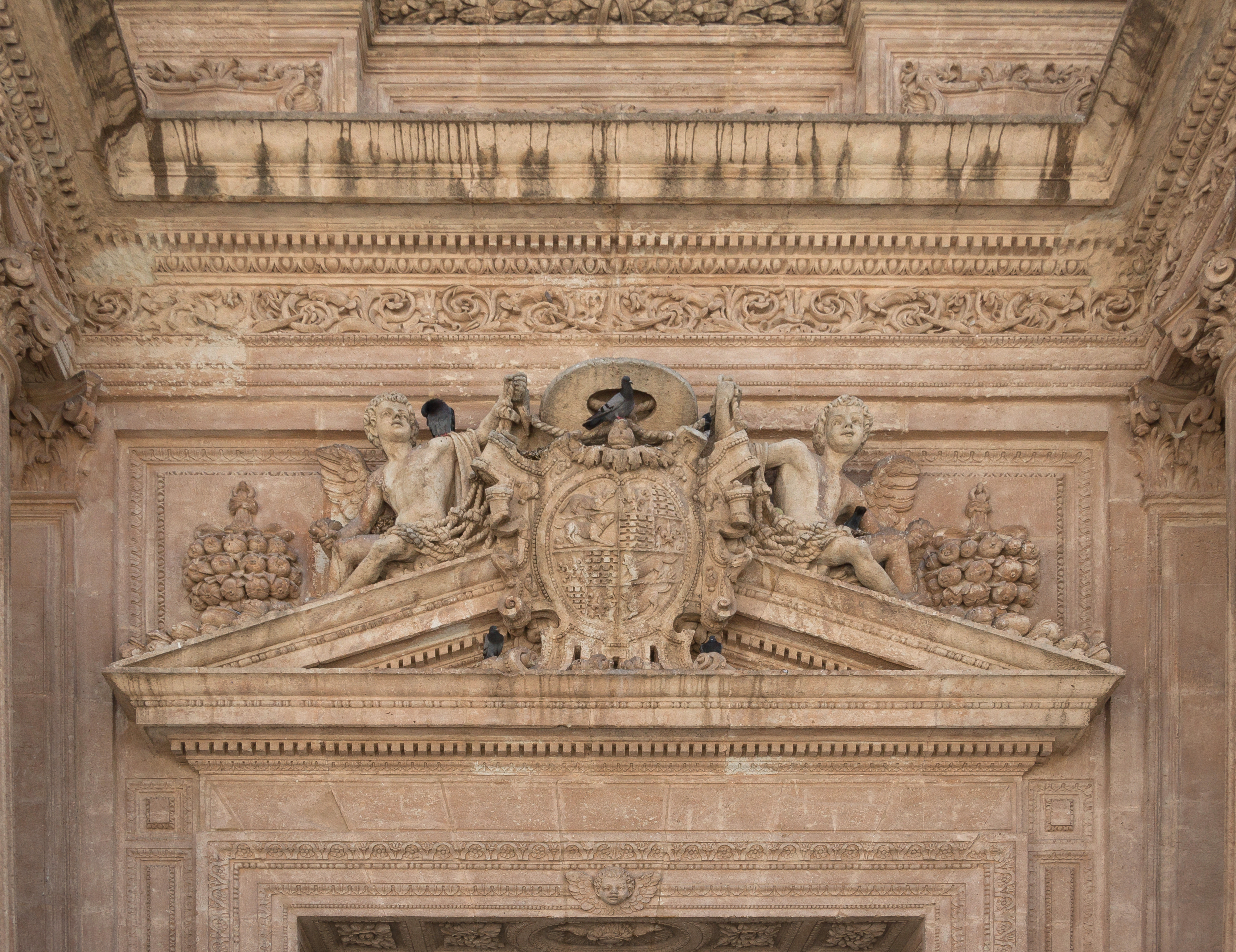
Fronton über einem Portal der Kathedrale von Almería
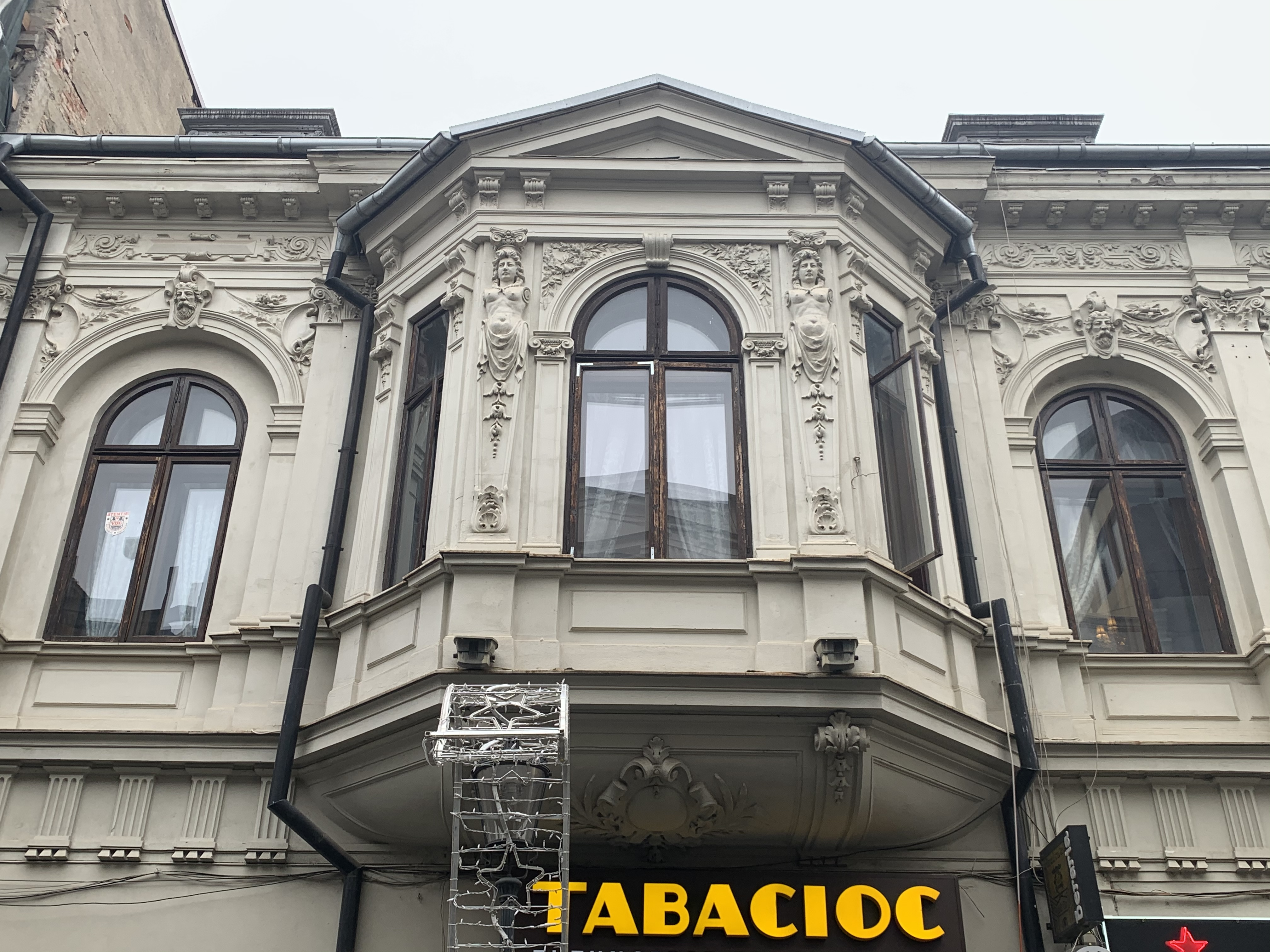
Fronton an einem Erker in Bukarest
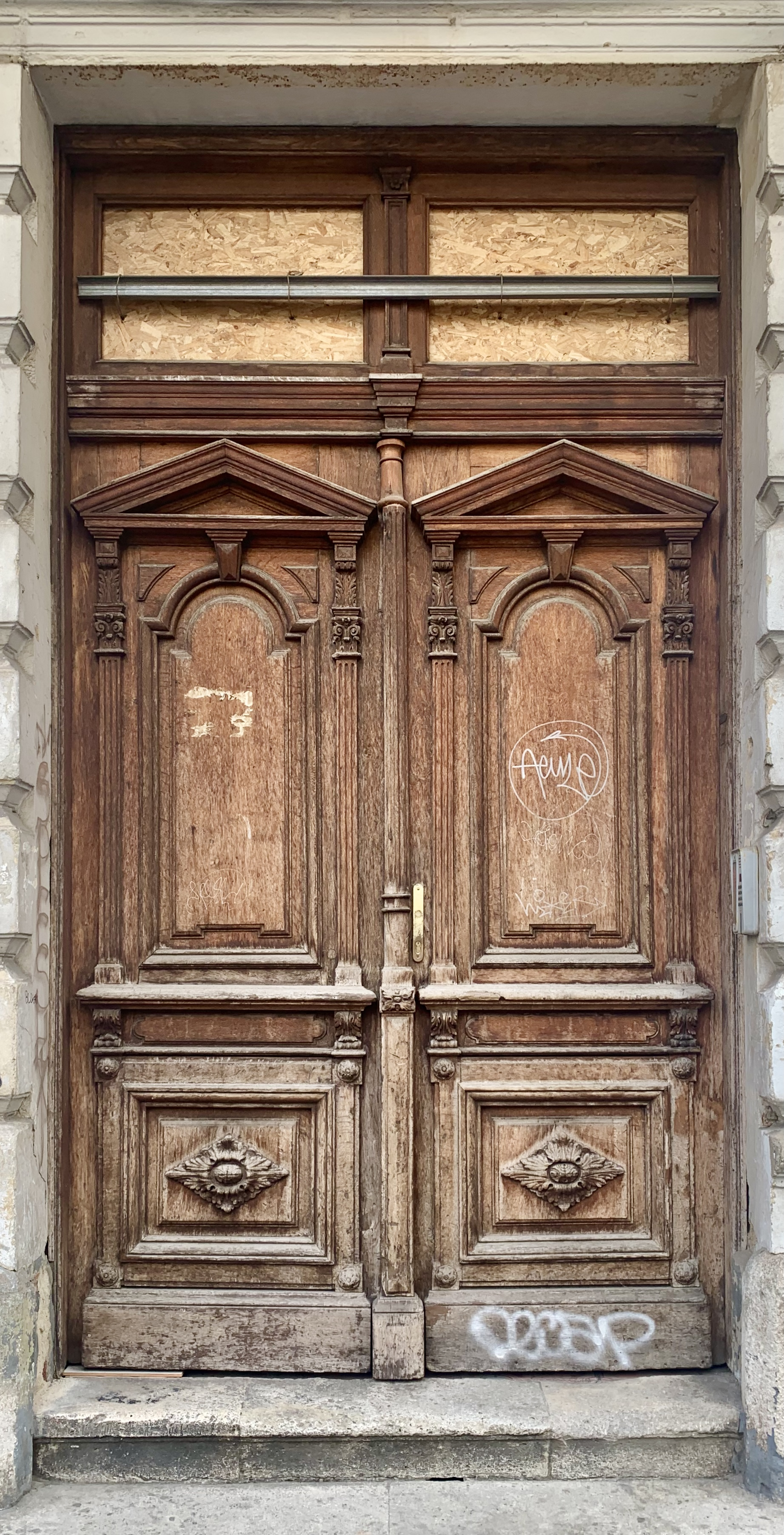
Zwei Frontispiz-Motive an einer gründerzeitlichen Haustür in Bukarest

## Der moderne Frontspieß
Der eingedeutschte Begriff Frontspieß wird verschiedentlich in Norddeutschland wieder beim modernen Einfamilienhausneubau verwendet und meint hier ein Zwerchhaus, auch ohne Dreieckgiebel. Angeblich soll dessen Ursprung im mit Reet gedeckten Häusern liegen, wo der Frontspieß über der Haustür angebracht war, um beim Hausbrand die Flucht ins Freie zu ermöglichen.